# Tina – Das Tina Turner Musical

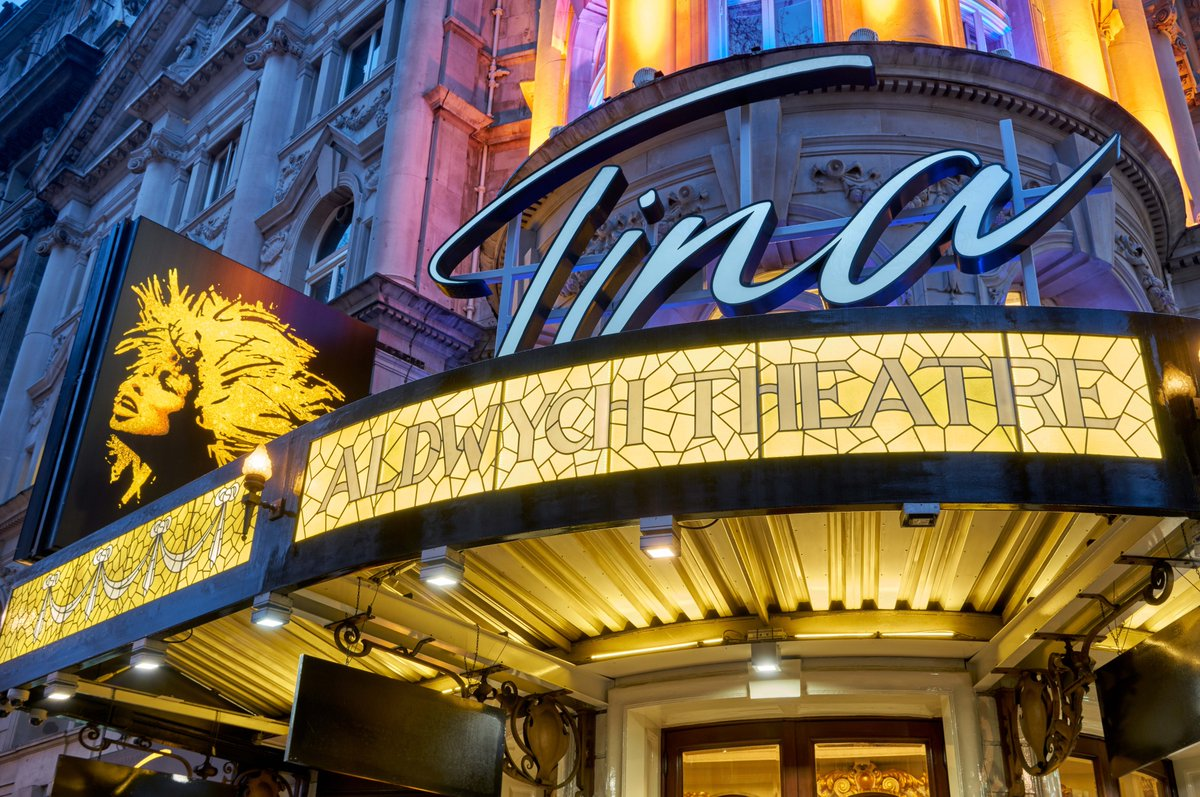
Tina im Aldwych Theatre in London

Tina – Das Tina Turner Musical ist ein Jukebox-Musical, das auf Liedern der Sängerin Tina Turner basiert und im April 2018 im West End in London seine Weltpremiere hatte. Das Musical zeigt das Leben Turners von ihren bescheidenen Anfängen in Nutbush, Tennessee, bis hin zu ihrer Verwandlung zu einem Rock-’n’-Roll-Star. Die Deutschlandpremiere fand im März 2019 im Operettenhaus in Hamburg statt.

## Handlung
Das Musical erzählt die Geschichte von Tina Turner, die vom Mitglied ihres Kirchenchors zum gefeierten Superstar wurde. Daneben muss sie sich mit ihrem gewalttätigen Ehemann und weiteren Herausforderungen herumschlagen.

## Titelliste

### West End / Broadway
| Erster Akt - "Nutbush City Limits" – Richard, junge Tina und Ensemble - "Don’t Turn Around" – Tina, Gran Georgeanna und Ensemble - "Shake a Tail Feather" – Alline, Tina, Ikettes und Ensemble - "The Hunter" – Ike und Ronnie - "Matchbox" – Ike, Tina und Ensemble - "It's Gonna Work Out Fine" – Zelma, Ike, Tina, Alline, Ikettes und Ensemble - "A Fool in Love" – Tina und Ikettes - "Let’s Stay Together" – Raymond und Tina - "Better Be Good to Me" – Tina und Ensemble - "I Want to Take You Higher" – Tina, Alline und Ikettes - "River Deep – Mountain High" – Tina und Ensemble - "Be Tender with Me Baby" – Ike, Tina, Alline, Ikettes, Ronnie und Richard - "Proud Mary" – Tina, Ike, Alline und Ikettes - "I Don't Wanna Fight" – Tina und Ensemble | Zweiter Akt - "Private Dancer" – Tina - "Disco Inferno" – Tina und Ensemble - "Open Arms" – Rhonda, Tina und Ensemble - "I Can’t Stand the Rain" – Tina, Ike und Ensemble - "Tonight" – junge Tina, Gran Georgeanna, Tina und Roger - "What’s Love Got to Do with It" – Tina, Ikettes, Ronnie und Raymond - "We Don’t Need Another Hero" – Tina und Ensemble - "The Best" – Tina und Ensemble - "Nutbush City Limits (Reprise)" – Ensemble - "Proud Mary (Reprise)" – Ensemble |

In der Broadway-Produktion wurde das Lied "The Hunter" durch "Rocket “88”" ersetzt und das Lied "She Made My Blood Run Cold" wurde nach Matchbox eingeschoben.

### Deutschland
| Erster Akt - "Etherland / Sound of Mystic" – Ensemble - "Nutbush City Limits" – Richard, junge Tina und Ensemble - "Schau nur nach vorn (Don’t Turn Around)" – Tina und Gran Georgeanna - "Shake a Tail Feather" – Alline und Ensemble - "The Hunter" – Ike - "Matchbox" – Ike, Tina, Alline und Ensemble - "Wir kriegen das schon hin (It's Gonna Work Out Fine)" – Zelma, Ike, Tina, Alline und Ensemble - "A Fool in Love" – Tina und Ensemble - "Lass uns zwei Eins sein (Let’s Stay Together)" – Raymond und Tina - "Sei gut zu mir (Better Be Good to Me)" – Tina und Ike - "Higher" – Tina, Ike und Ensemble - "River Deep – Mountain High" – Tina - "Verzeih mir noch mal, Baby (Be Tender with Me Baby)" – Tina und Ike - "Proud Mary" – Tina, Ike und Ensemble - "Ich kann einfach nicht mehr streiten (I Don't Wanna Fight)" – Tina und Ensemble | Zweiter Akt - "Ich werd' weitertanzen (Private Dancer)" – Tina - "Disco Inferno" – Tina, Ronnie, Rhonda und Ensemble - "Mit offenen Armen (Open Arms)" – Rhonda und Tina - "Regen fällt wie Blei (I Can’t Stand the Rain)" – Tina, Ike und Ensemble - "Heut Nacht (Tonight)" – junge Tina, Gran Georgeanna, Tina und Roger - "What’s Love Got to Do with It" – Tina, Erwin und Ensemble - "Wir woll'n keine neuen Helden (We Don’t Need Another Hero)" – Tina, Alline und Ensemble - "(Simply) The Best" – Tina, Erwin und Ensemble - "Nutbush City Limits (Reprise)" – Ensemble - "Proud Mary (Reprise)" – Ensemble |

## Inszenierung
Vereinigtes Königreich
Im Dezember 2016 wurde bekannt, dass Stage Entertainment zusammen mit Tina Turner ein Musical über ihr Leben mit ihren Liedern entwickelt. Die Premiere fand am 17. April 2018 im Aldwych Theatre im West End (London) statt. Die Hauptrolle übernahm Adrienne Warren.
Deutschland
Im September 2018 wurde von Stage Entertainment Germany bekannt, dass das Musical ab Frühjahr 2019 in Hamburg aufgeführt werden soll. Die Premiere fand am 3. März 2019 im Operettenhaus statt. Die Hauptrolle der Tina Turner übernahm Kristina Love. Im Herbst 2019 wurde ein Castwechsel angekündigt. Gino Emnes übernahm die Rolle des Ike Turner, während Anthony Curtis Kirby als Raymond und Trevor Jackson als Richard zu sehen war. Aufgrund der COVID-19-Pandemie musste der Spielbetrieb im März 2020 eingestellt werden. Da das Musical in Hamburg eine große Beliebtheit genoss, wurde beschlossen die Spielzeit in Hamburg zu verlängern. Der Neustart des Musicals begann im Oktober 2021 mit der neuen Hauptdarstellerin Aisata Blackman. Auch weitere Castmitgliedern wurden ausgetauscht. Kim Sanders übernahm die Rolle der Zelma Bullock und Dinipiri Etebu, der zuvor die Rolle Ronnie Turner spielte, erhielt die männliche Hauptrolle des Ike Turner. Die Derniere fand am 18. August 2022 statt.
Im Herbst 2020 sollte das Musical Premiere im Palladium Theater in Stuttgart feiern. Aufgrund der COVID-19-Pandemie verschob sich die Premiere zunächst auf Herbst 2021 und dann auf März 2023, nunmehr im Apollo Theater. Die Hauptrolle übernahm erneut Blackman. Nach 633 Vorstellungen feierte das Musical am 22. September 2024 Derniere.
Vereinigte Staaten
Zwischen dem 7. November 2019 und dem 14. August 2022 fand im Lunt-Fontanne Theatre am Broadway eine US-amerikanische Produktion statt. Adrienne Warren übernahm erneut die titelgebende Hauptrolle.
Das Musical geht ab September 2022 auf Tour. Die Hauptrolle teilen sich Naomi Rodgers und Zurin Villanueva.

## Besetzung
| Character       | Original West End Cast | Original Broadway Cast | Original Hamburg Cast      | Original Stuttgart Cast                          |
| --------------- | ---------------------- | ---------------------- | -------------------------- | ------------------------------------------------ |
| Tina Turner     | Adrienne Warren        | Adrienne Warren        | Kristina Love              | Aisata Blackman                                  |
| Ike Turner      | Kobna Holdbrook-Smith  | Daniel J. Watts        | Mandela Wee Wee            | Carlos de Vries                                  |
| Zelma Bullock   | Madeline Appiah        | Dawnn Lewis            | Adisat Semenitsch          | Kim Sanders                                      |
| Erwin Bach      | Gerard McCarthy        | Ross Lekites           | Simon Mehlich              | Florian Sigmund                                  |
| Roger Davies    | Ryan O’Donnell         | Charlie Franklin       | Nikolas Heiber             | Matt Posada                                      |
| Gran Georgeanna | Lorna Gayle            | Myra Lucretia Taylor   | Adi Wolf                   | Anastasia Bain                                   |
| Rhonda Graam    | Francesca Jackson      | Jessica Rush           | Sarah Schütz               | Martina Lechner                                  |
| Alline Bullock  | Aisha Jawando          | Mars Rucker            | Denise Lucia Aquino        | Jahlisa Norton                                   |
| Richard Bullock | Natey Jones            | David Jennings         | Kristofer Weinstein-Storey | Trevor Jackson (Perci Moeketsi bei der Premiere) |
| Phil Spector    | Tom Godwin             | Steven Booth           | Alex Bellinkx              | Dani Spampinato                                  |
| Ronnie Turner   | Baker Mukasa           | Jhardon Dishon Milton  | Dinipiri Etebu             | Asante I                                         |

## Aufführungen
| Land                   | Aufführungsort | Premiere         | Derniere           | Theater               |
| ---------------------- | -------------- | ---------------- | ------------------ | --------------------- |
| Vereinigtes Königreich | London         | 17. April 2018   | noch offen         | Aldwych Theatre       |
| Deutschland            | Hamburg        | 3. März 2019     | 18. August 2022    | Operettenhaus         |
| Deutschland            | Stuttgart      | 16. März 2023    | 22. September 2024 | Apollo Theater        |
| Vereinigte Staaten     | Broadway       | 7. November 2019 | 14. August 2022    | Lunt-Fontanne Theatre |

## Soundtrack
Am 29. März 2019 erschien der Soundtrack mit den Original-Besetzung der Londoner Produktion. Eine deutsche Version kam am 15. Mai 2020 auf den Markt.